# Гулістон (джамоат Талбака Садріддінова)
Гулісто́н (тадж. Гулистон) — село у складі Хатлонської області Таджикистану. Входить до складу джамоату Талбака Садріддінова Шахрітуського району.
Населення — 738 осіб (2017).